# فرودگاه سیلاچ
فرودگاه سیلاچ (به انگلیسی: Sliač Airport) (به زبان بومی: Letisko Sliač) یک فرودگاه همگانی و نظامی با کد یاتا SLD است که یک باند فرود بتن دارد و طول باند آن ۲۳۴۰ متر است. این فرودگاه در کشور اسلواکی قرار دارد و در ارتفاع ۳۱۸ متری از سطح دریا واقع شده‌است.

## شرکت‌های هواپیمایی و مقصدهای پروازی
| شرکت‌های هواپیمایی    | مقصدهای پروازی                                |
| -------------------- | --------------------------------------------- |
| AMC خطوط هوایی       | چارتر فصلی: غردقه                             |
| بلغارین ایر چارتر    | چارتر فصلی: بورگاس                            |
| کرندون ایرلاینز      | چارتر فصلی: آنتالیا                           |
| تراول سرویس ایرلاینز | چارتر فصلی: آنتالیا، بورگاس، هراکلین، آراکسوس |
| FlyEgypt             | چارتر فصلی: غردقه                             |